# Soulless
Soulless treći je studijski album švedskog death metal-sastava Grave. Diskografska kuća Century Media Records objavila ga je 1. lipnja 1994.

## O albumu
Soulless kao i prethodni Graveovi albumi snimljeni su u studiju Sunlight u Stockholmu. Ovaj je posljednji album sastava na kojem se pojavio Jörgen Sandström. Za naslovnu pjesmu snimljen je i spot.
Godine 2006. objavljeno je reizdanje albuma s novom naslovnicom i glazbenom spotom za pjesmu "Soulless".

## Popis pjesama
| 1.    | »Turning Back«                   | 4:31 |
| 2.    | »Soulless«                       | 3:08 |
| 3.    | »I Need You«                     | 4:18 |
| 4.    | »Bullets Are Mine«               | 3:43 |
| 5.    | »Bloodshed«                      | 4:11 |
| 6.    | »Judas« (instrumentalna skladba) | 3:00 |
| 7.    | »Unknown«                        | 3:37 |
| 8.    | »And Here I Die«                 | 3:40 |
| 9.    | »Genocide«                       | 3:46 |
| 10.   | »Rain«                           | 4:08 |
| 11.   | »Scars«                          | 5:32 |
| 43:34 |                                  |      |

## Zasluge
| Grave - Ola Lindgren – gitara - Jörgen Sandström – bas-gitara, gitara, vokal - Jensa Paulsson – bubnjevi | Ostalo osoblje - Fred Estby – asistent producenta - Carsten Drescher – umjetnički smjer - Tobbe Wallström – fotografije (sastava) - Peter In de Betou – mastering - Tomas Skogsberg – produkcija |